# Nevrópoli Agráfon
Nevrópoli Agráfon, en grec moderne : Νευρόπολη Αγράφων, est un ancien dème du district régional de Kardítsa, en Thessalie, Grèce. Depuis 2010, il est fusionné au sein du dème du lac Plastiras. 
Selon le recensement de 2011, la population du dème compte 2 223 habitants.